# Night-Shining White
Night-Shining White (en xinès: 唐 韓 幹 照 白 卷) és un manuscrit amb dibuixos en forma d'espiral de l'artista xinès Han Gan, creat a mitjan segle VIII (prop del 750). És considerat com un dels millors retrats equins en la pintura xinesa. Actualment, el treball es troba a la col·lecció del Museu Metropolità d'Art de Nova York, on es va realitzar la compra el 1977.

## Descripció
L'obra és un retrat del cavall de batalla de l'emperador Xuanzong (regnat 712-756) de la dinastia Tang. En el seu moment, Han Gan va ser considerat un dels principals artistes de la Xina. Era famós per ésser capaç de mostrar en les seves obres no només l'aparença d'un cavall, sinó també la seva naturalesa i caràcter, i també posseïa un excel·lent coneixement dels hàbits dels cavalls. Ulls ardents amb pupil·les grans, fosses nasals eixamplades i peülles dansaires e] la imatge eren característiques de la imatge d'un cavall mitològic de temperament ardent. Tenen Han Gan en conversa amb l'emperador va afirmar que els cavalls a les estables eren els seus mestres de la pintura. Per ordre de Xuanzong, Han Gan va crear una sèrie de «retrats» de cavalls famosos.

## Anàlisi

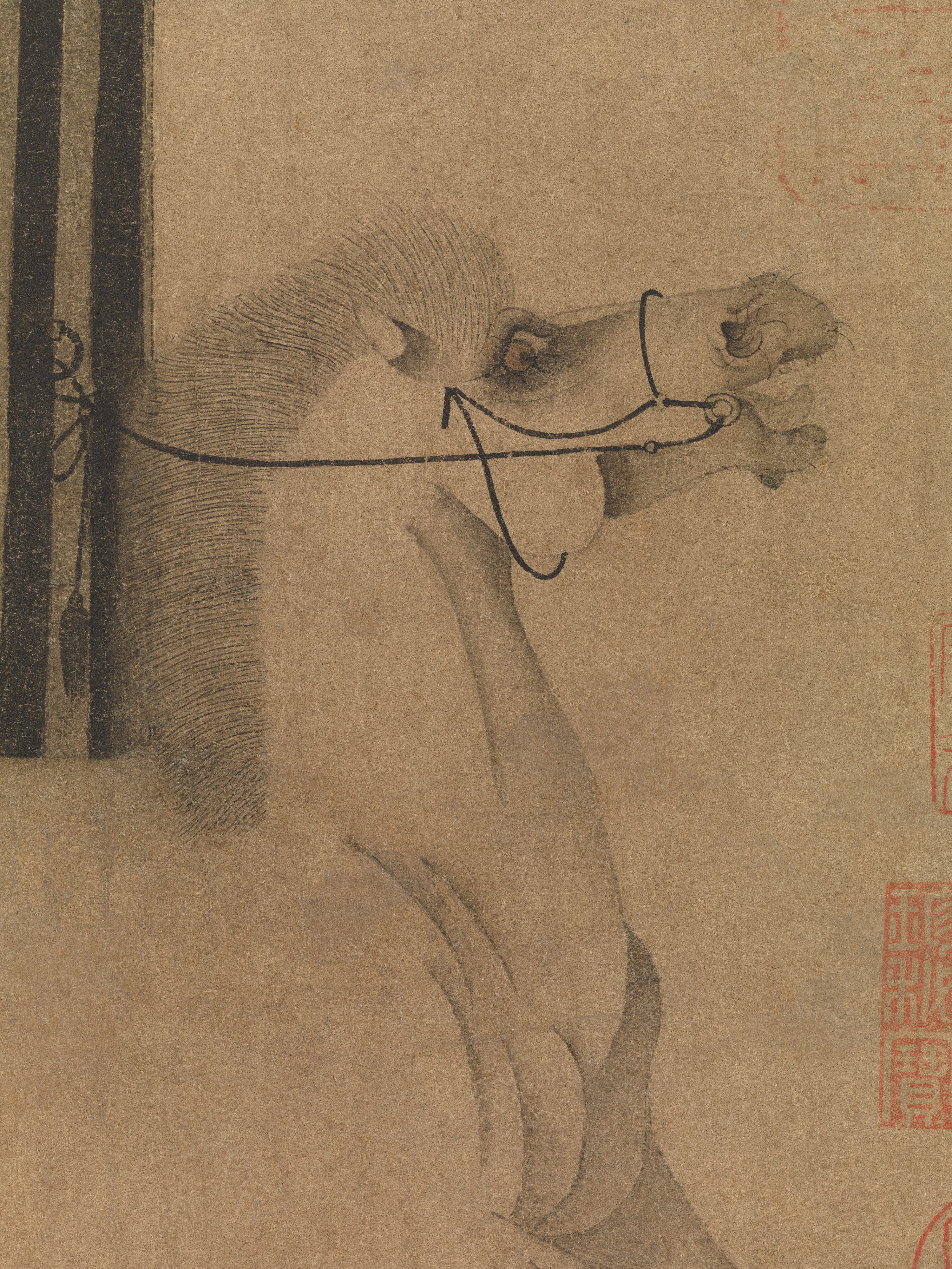
La mirada del cavall transmet el seu estat emocional.

Els historiadors de l'art europeus sovint noten el convencionalisme dels dibuixos d'Han Gan i d'altres representants de la pintura xinesa i veuen això com una diferència significativa en l'animalística xinesa de les obres que representen animals creats per artistes europeus. Els animals representats en la pintura tradicional xinesa en general no són tan precisos anatòmicament com els que es troben e] les pintures occidentals, però la simplicitat i convencionalisme de les pintures, com Night-Shining White no perden la seva expressivitat i espiritualitat. A diferència de les imatges naturalistes dels cavalls de la raça de l'Àsia central, el corcer de Night-Shining White té proporcions menys realistes: en la figura, el cavall té potes curtes i molt primes i un cos molt rodó. L'autor li va donar al cavall trets humans, els seus ulls turmentats es giren cap a l'espectador i semblen apel·lar a la compassió i l'ajut. El lligam al pal i l'aparença emocional del cavall representen un aspecte diferent: el costat trist de la vida en la cort de l'emperador.
Moltes de les obres originals de l'artista no es conserven, però han estat moltes vegades copiades per pintors de segles posteriors. Molts dels segells i signatures dels antics propietaris col·leccionistes confirmen la propietat de la figura d'Han Gan. En aquest cas, no hi ha signatures i segells del propi artista. Hi ha segells del emperador Li Yu (Tang meridional), del emperador Qianlong i de Mi Fu.

## Galeria
Algunes vistes del manuscrit conservat al Museu Metropolità d'Art

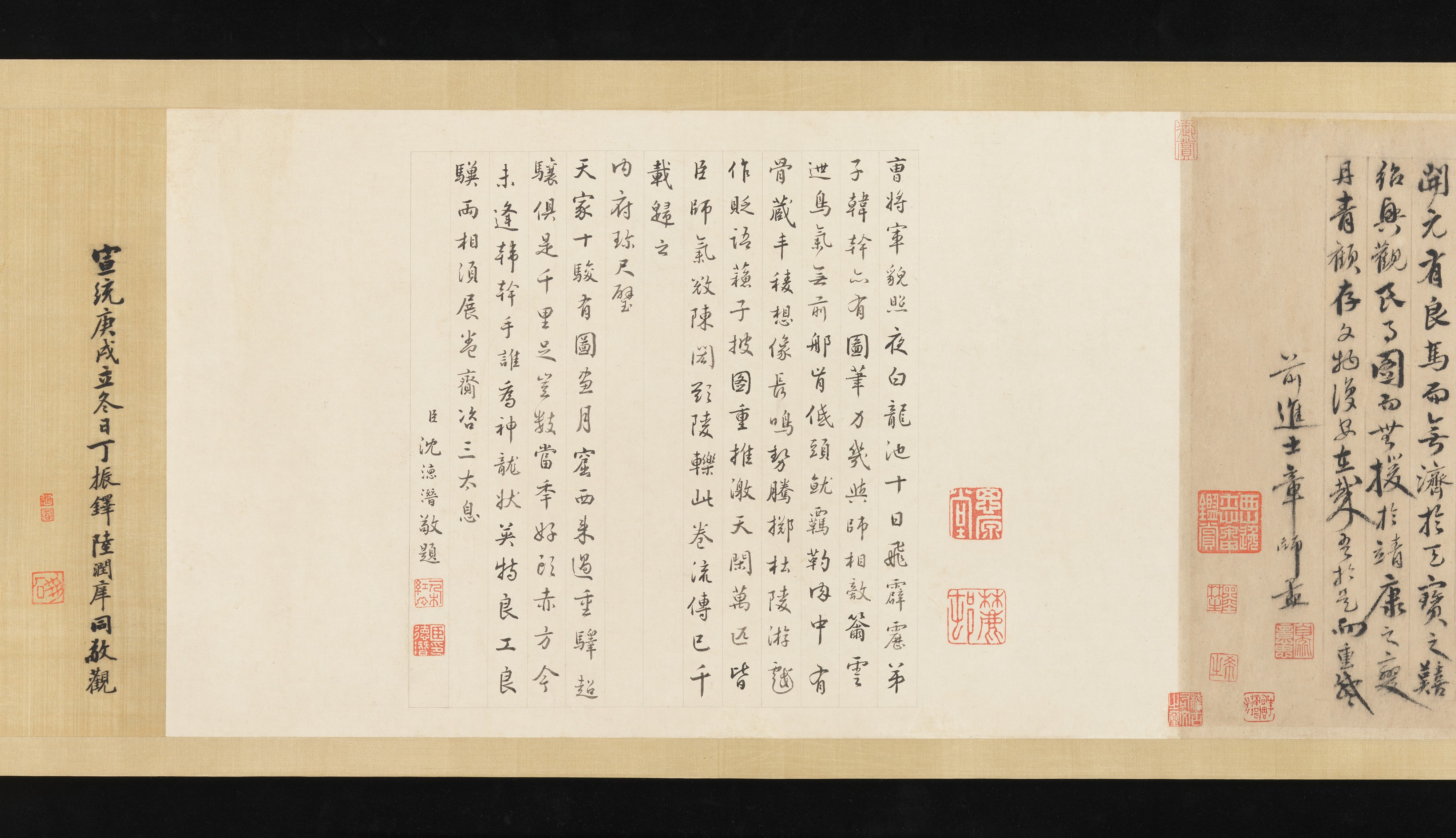
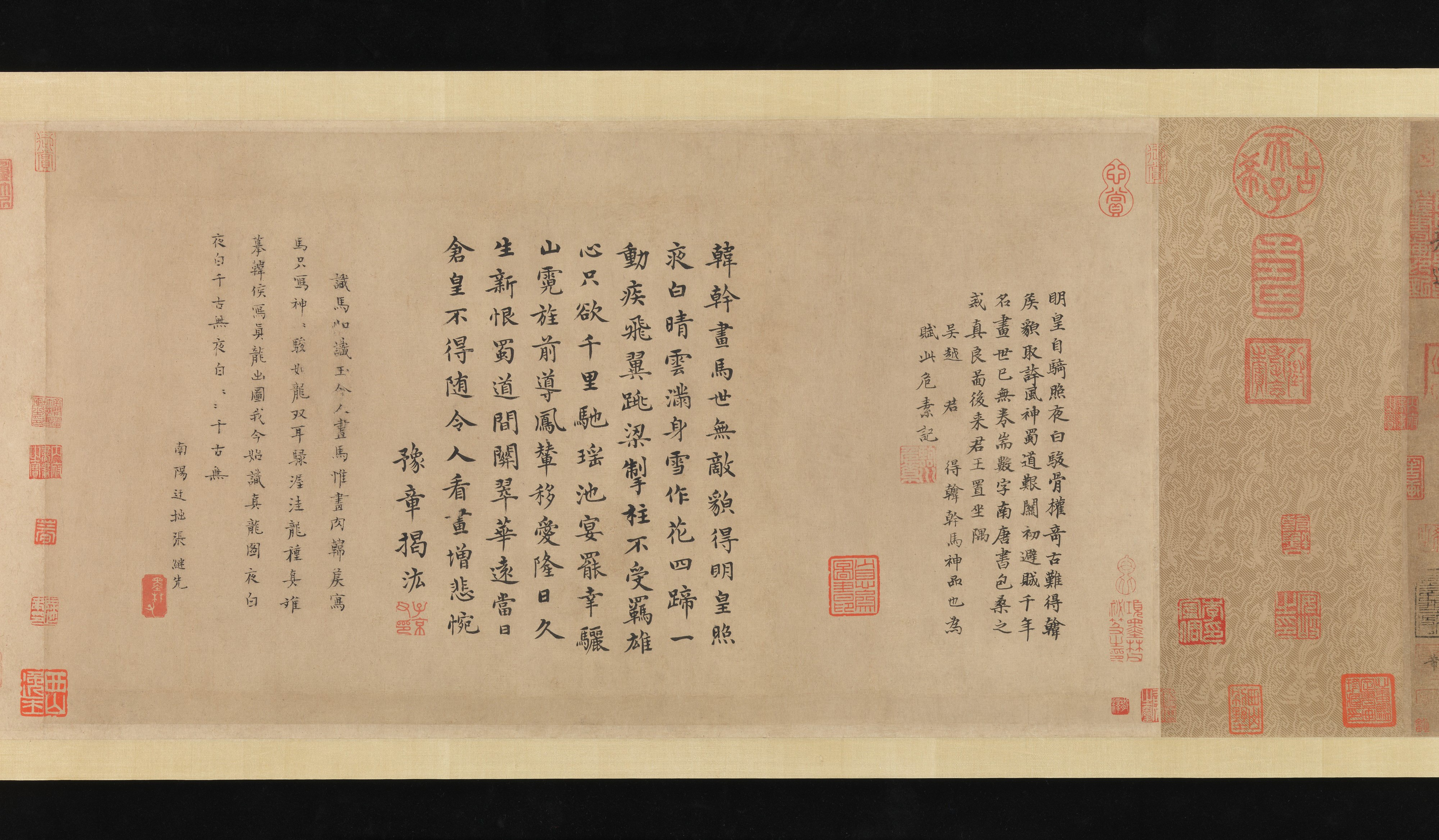
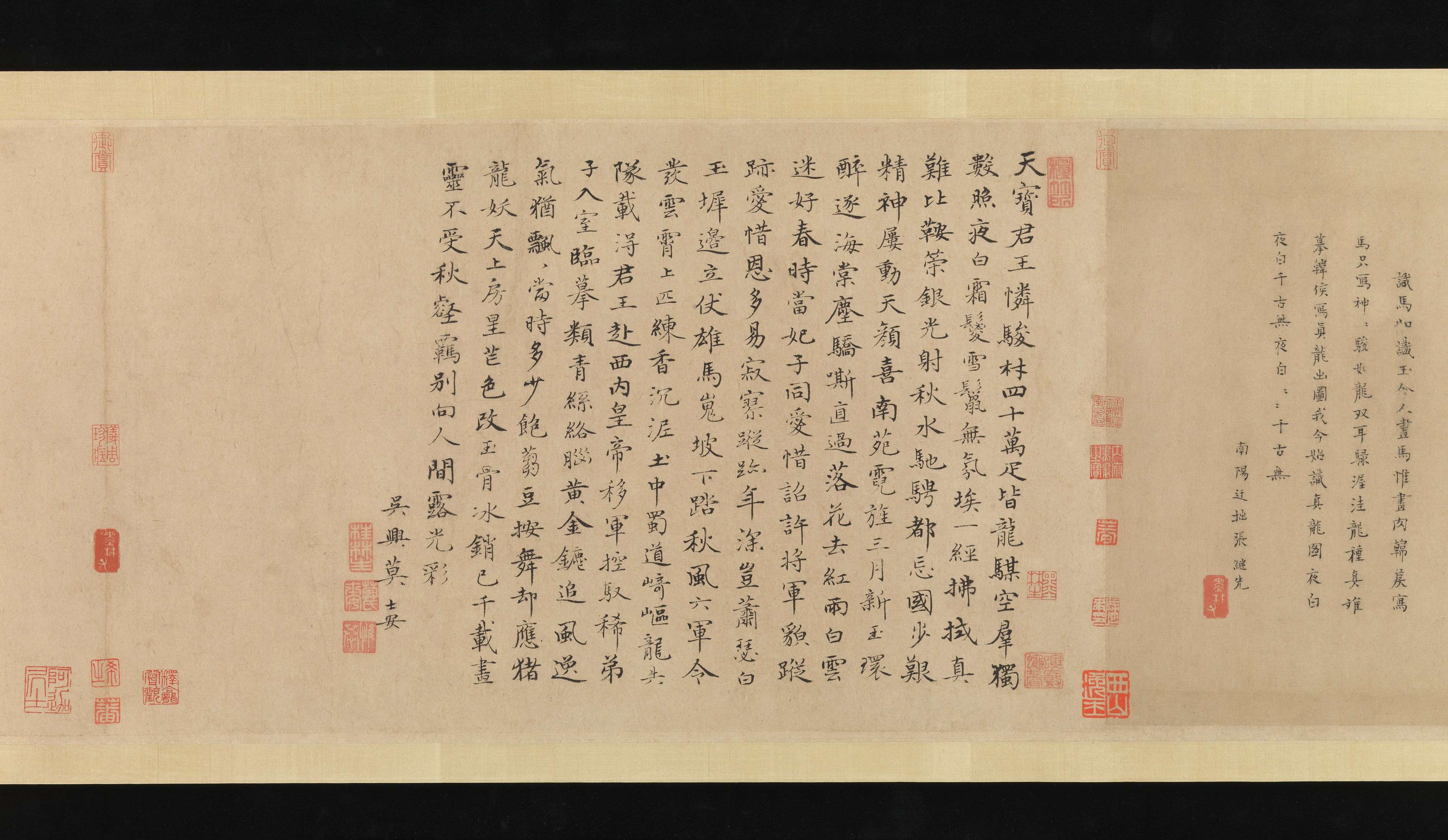
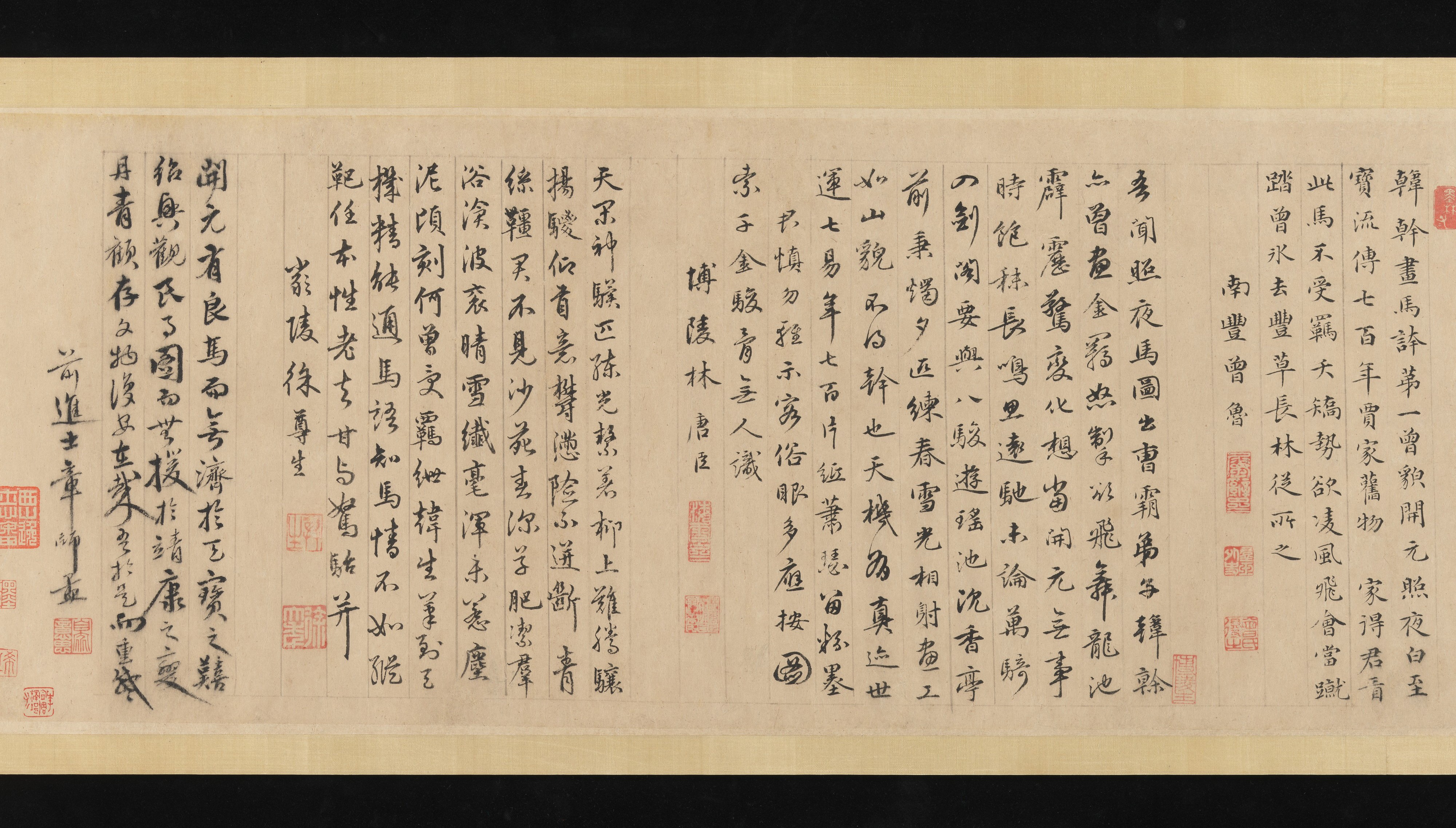
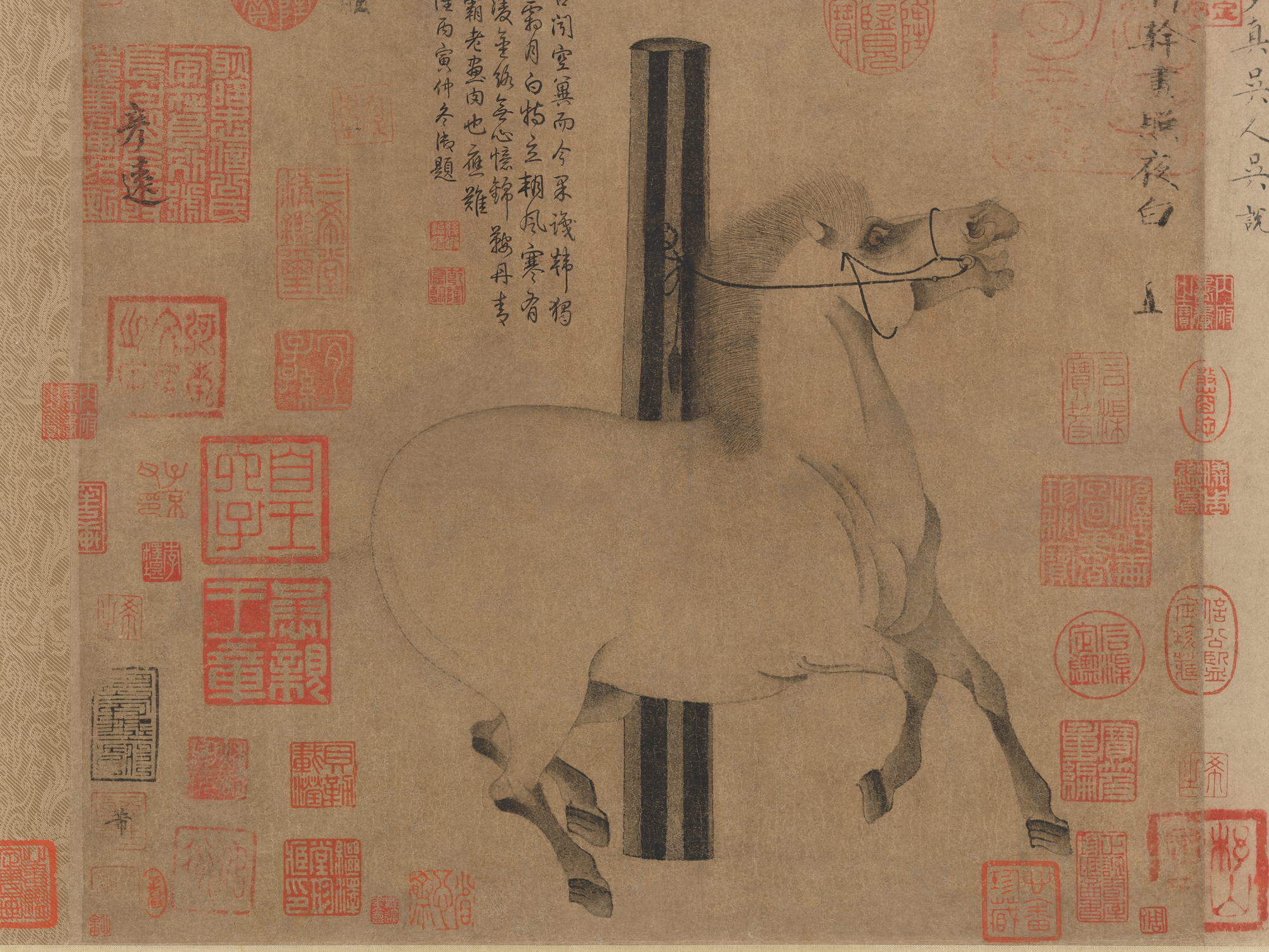
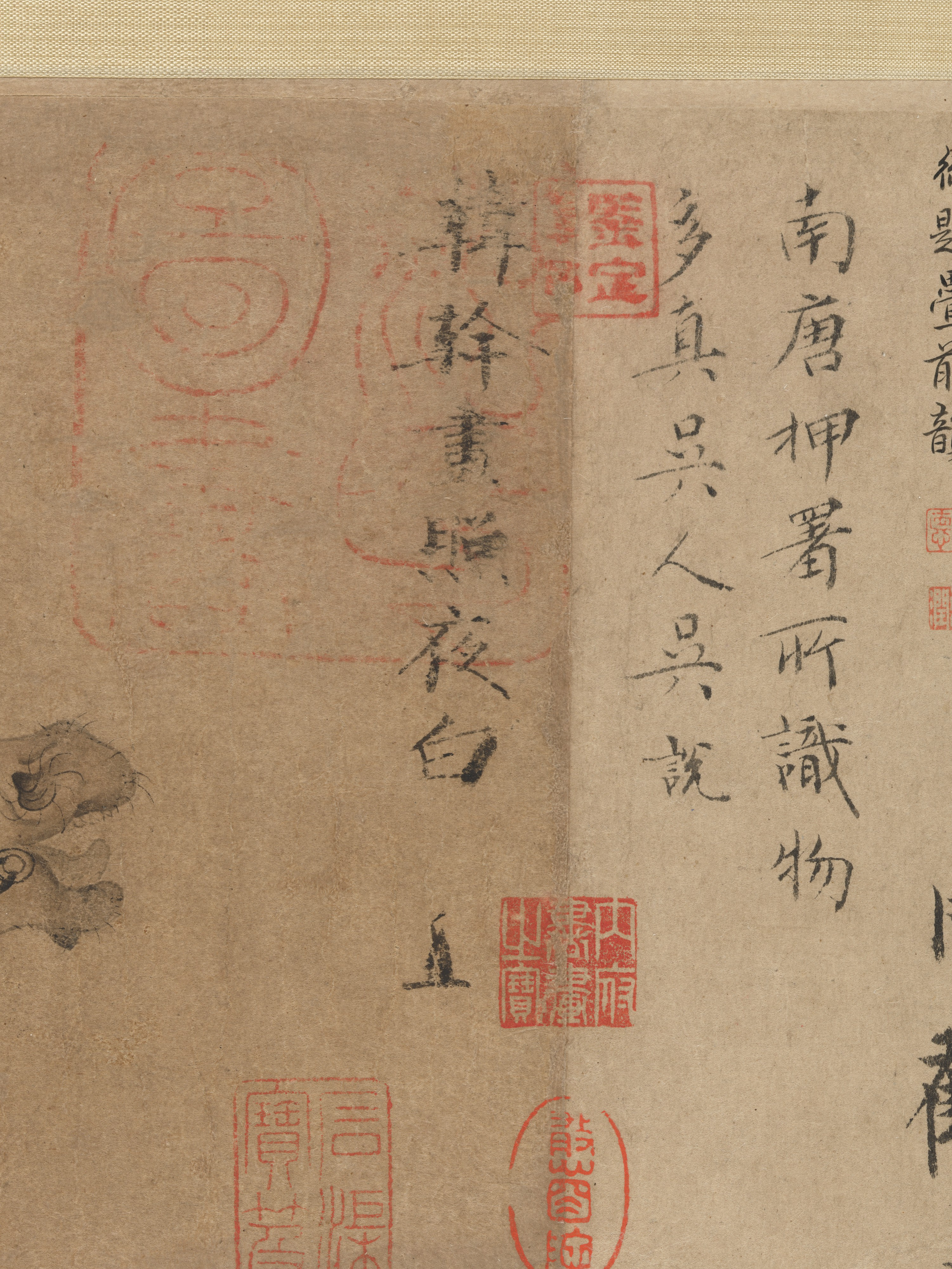